# Bangana wui
Bangana wui är en fiskart som först beskrevs av Zheng och Chen, 1983.  Bangana wui ingår i släktet Bangana och familjen karpfiskar. IUCN kategoriserar arten globalt som otillräckligt studerad. Inga underarter finns listade.